# اندر (لامرد)
اَندَر، روستایی از توابع بخش خیرگو شهرستان لامرد در استان فارس ایران است.

## جمعیت
روستای اندر در دهستان کمالی واقع شده‌است و  بر اساس سرشماری مرکز آمار ایران در سال ۱۳۸۵، جمعیت آن ۱۴۹ نفر (۲۷ خانوار) بوده‌است. فاصله این روستا تا مرکز بخش علامرودشت ۱۲ کیلومتر می‌باشد. این روستا دارای یک حسینیه می‌باشد و یکی از قدیمی‌ترین آبادی‌های علامرودشت می‌باشد.